# سیارک ۱۱۴۱۷
سیارک ۱۱۴۱۷ (به انگلیسی: 11417 Chughtai، نامگذاری:1999JW117) یازده هزار و چهارصد و هفدهمین سیارک کشف شده‌است که در ۱۳ مه ۱۹۹۹ کشف شد.
قدر مطلق سیارک برابر ۱۱.۷ است.